# Gyrocochlea prava
Gyrocochlea prava är en snäckart som beskrevs av Hedley 1924. Gyrocochlea prava ingår i släktet Gyrocochlea och familjen Charopidae. Inga underarter finns listade i Catalogue of Life.